# Igor Ďatko
Igor Ďatko nebo Ihar Dzjatko (* 28. března 1991) je bývalý běloruský zápasník–volnostylař.

## Sportovní kariéra
Připravoval se v Minsku. V roce 2012 na sebe upozornil třetím místem na mistrovství Evropy v Bělehradě, když zaskakoval za reprezentační jedničku Alexeje Šemarova. V roce 2013 však dostal dvouletý zákaz startu za vyhýbání se dopingovým komisařům. Po skončení trestu se k vrcholové přípravě nevrátil.

## Výsledky
| Olympijské hry     |     |     |    | —  |  |  |  |  |  |  |  |  |  |  |  |  |  |  |  |  |  |  |  |
| Mistrovství světa  | —   | —   | —  |    |  |  |  |  |  |  |  |  |  |  |  |  |  |  |  |  |  |  |  |
| Mistrovství Evropy | —   | —   | —  | 3. |  |  |  |  |  |  |  |  |  |  |  |  |  |  |  |  |  |  |  |
| MS juniorů         | úč. | úč. | —  |    |  |  |  |  |  |  |  |  |  |  |  |  |  |  |  |  |  |  |  |
| ME juniorů         | úč. | 3.  | 1. |    |  |  |  |  |  |  |  |  |  |  |  |  |  |  |  |  |  |  |  |